# Pozo Izquierdo
Pour les articles homonymes, voir Izquierdo.
Pozo Izquierdo est un petit village situé sur la commune de Santa Lucía de Tirajana au sud-est de l'île de Grande Canarie dans les îles Canaries en Espagne.

## Sport
C'est un haut lieu de la pratique de la planche à voile dans les disciplines vagues et freestyle. Plusieurs sportifs viennent s'y entrainer :
- Björn Dunkerbeck
- Iballa et Daida Ruano
- Philip Koster

Pozo accueille chaque année une étape de la World Cup (dépendant de la Professional Windsurfers Association).